# Penning-Ionisation
Die Penning-Ionisation (auch Penning-Effekt genannt) ist eine spezielle Form der Chemoionisation, das heißt einer Übertragung von Anregungsenergie bei Teilchenzusammenstößen. Der Effekt ist nach dem niederländischen Physiker Frans Michel Penning benannt, der ihn im Jahr 1927 beschrieb.

## Mechanismus
Treten in einem Gasgemisch angeregte Atome einer Teilchensorte {\displaystyle G} auf, deren Anregungsenergie größer ist als die Ionisierungsenergie der zweiten Teilchensorte {\displaystyle M}, dann kann bei einem Zusammenstoß die Anregungsenergie von {\displaystyle G} derart auf M übertragen werden, dass {\displaystyle M} ionisiert wird. Der Mechanismus ist noch nicht völlig aufgedeckt. Eine Erklärung wäre jedoch die Bildung einer Zwischenstufe:
{\displaystyle G^{*}+M\to MG^{*}\to M^{+}+e^{-}+G}
Diese Zwischenstufe muss nicht immer zerfallen, es sind auch Ionisationen der folgenden Art möglich:
{\displaystyle G^{*}+M\to MG^{*}\to MG^{+}+e^{-}}
Daneben kann die Oberflächen-Penning Ionisation an Gas-Festkörper-Grenzflächen {\displaystyle S} beobachtet werden. Der Mechanismus dahinter ist der der Augerabregung (Auger Deexcitation):
{\displaystyle G^{*}+S\to G+S^{+}+e^{-}}

## Anwendung
In der Praxis wird der Effekt bei Gasentladungslampen genutzt. Dabei ist die Lampe mit einem sogenannten Penning-Gemisch gefüllt, um die Betriebsspannungen (z. B. die Zündspannung) zu reduzieren.
Ein häufig genutztes Penning-Gemisch ist zum Beispiel eine Mischung von 98 bis 99,5 % Neon mit 0,5–2 % Argon. Neon hat eine Anregungsenergie von ca. 16,6 eV, Argon eine Ionisierungsenergie von 15,8 eV.
Die Mischung ist leichter zu ionisieren als Neon oder Argon alleine, da die Ionisierungsbilanz der Entladung durch die zusätzliche Ausnutzung von Anregungsenergie verbessert wird.